# Surinaamse parlementsverkiezingen 1967
De Surinaamse parlementsverkiezingen in 1967 vonden plaats op 15 maart. Tijdens de verkiezingen werden de leden van de Staten van Suriname gekozen. De kiesregeling werd op twee punten gewijzigd. In de kieskring Paramaribo (10 zetels) schakelde men over van het meerderheidsstelsel naar evenredige vertegenwoordiging. Het district Suriname (zonder Para) wijzigde van drie kieskringen met één zetel naar één kieskring met zes zetels, nu ook volgens evenredige vertegenwoordiging. De Staten van Suriname werd dus per saldo uitgebreid van 36 naar 39 zetels. 
De winnaar van deze verkiezingen was de Nationale Partij Suriname (NPS). De partij won 3,7 procentpunten. Johan Adolf Pengel trad aan als premier van Suriname.

## Uitslag
| Partijen                                  | Zetels in procenten | Uitslag in zetels |
| ----------------------------------------- | ------------------- | ----------------- |
| Nationale Partij Suriname (NPS)           | 43,6%               | 17                |
| Vooruitstrevende Hervormings Partij (VHP) | 28,2%               | 11                |
| Actiegroep PVDL (Partij voor de Landbouw) | 10,3%               | 4                 |
| Progressieve Nationale Partij (PNP)       | 7,7%                | 3                 |
| Surinaamse Democratische Partij (SDP)     | 5,1%                | 2                 |
| Sarekat Rakyat Indonesia (SRI)            | 5,1%                | 2                 |
| Totaal                                    |                     | 39                |

## Parlementsleden
NPS
- J.A. Pengel
- S.G. Rakim
- J. Thijm
- J.P.S. Kraag
- Ch.F. Calor
- R.E. Pocornie
- I.A.J. Richaards
- A.C. Morgenstond
- E.N. Morman
- W. Lim A Po
- H.A.E. Arron
- O.W. van Genderen
- J.G. Sof
- Chr.F. Pinas
- A.G. Karamat Ali
- M.Ch. Cambridge
- S.H.R. Vreede

VHP
- H.S. Radhakishun
- J.H. Adhin
- H. Shriemisier
- J. Lachmon
- R.M. Nannan Panday
- L. Mungra
- B. Laigsingh
- R. Sardjoe
- K. Nandoe
- M. Nurmohammed
- T. Ahmadali

Actiegroep
- P. Chandi Shaw
- L.N. Pahladsingh
- J. Dihal
- R.L. Jankie

PNP
- J. Rens
- J. Sedney
- A.J.A. Quintus Bosz

SDP
- D.G.A. Findlay
- C.R. Biswamitre

SRI
- A.H. Pawiroredje (voorheen KTPI)
- F.R. Karsowidjojo

### Mutaties
- Pengel, Kraag, Rakim, Thijm, Calor (allen NPS) en Jankie (Actiegroep) werden minister en konden dus geen Statenlid blijven.
- Floris Zwakke, Percy Esojas, Irma Loemban Tobing-Klein, Islam Ramdjan, Dr. Rudi Jessurun en Frank Pinas zijn Statenlid geworden in plaats van degene die minister werden.
- Nandoe (VHP) verliet Suriname en werd opgevold door zijn partijgenoot George Hindori.
- Chandi Shaw overleed op 31 december 1967 waarna B. Bhoendie (eerst Actiegroep later VHP) in het parlement kwam

1. ↑  E. Dew, The Difficult Flowering of Surinam, p. 143-145